# Kivy
Pour l’article ayant un titre homophone, voir Kivi.
Kivy est une bibliothèque libre et open source pour Python, utile pour créer des applications tactiles pourvues d'une interface utilisateur naturelle. Cette bibliothèque fonctionne sur Android, iOS, GNU/Linux, OS X et Windows. Elle est distribuée gratuitement et sous licence MIT.
Kivy est le framework principal développé par l'organisation Kivy, en parallèle avec Python-for-Android, Kivy iOS, ainsi que plusieurs autres bibliothèques destinées à être utilisables sur toutes ces plateformes. En 2012, Kivy a obtenu un financement de 5 000 $ de la Python Software Foundation pour le portage vers Python 3.3. Kivy supporte aussi le RaspberryPi grâce à un financement participatif via le site BountySource (en).
Le framework contient tous les éléments pour construire des applications et notamment :
- fonctionnalités de saisie étendues pour la souris, le clavier, les interfaces utilisateurs tangibles, ainsi que les évènements multi-touch générés par ces différents matériels.
- une bibliothèque graphique basée seulement sur OpenGL ES2, et utilisant les Objets Tampons Vertex et les shaders.
- une large gamme de widgets acceptant le multi-touch.
- un langage intermédiaire (le Kv[3]), pour construire facilement des widgets personnalisés.

Kivy est le successeur de PyMT.

## Exemple de code
Voici un exemple de programme affichant Hello word, avec un unique bouton:
```
 
from
 
kivy.app
 
import
 
App

 
from
 
kivy.uix.button
 
import
 
Button

  
 
class
 
TestApp
(
App
):

     
def
 
build
(
self
):

         
return
 
Button
(
text
=
'Hello World'
)

  
 
TestApp
()
.
run
()

```

## Langage Kv
Le langage Kv (Kivy) est un langage destiné à la description des interfaces et des interactions avec l'utilisateur. Comme en QML, il est possible de créer facilement l'ensemble de l'interface utilisateur d'un programme et y relier les actions utilisateurs. Par exemple, pour créer une boîte de dialogue de type "Ouvrir" qui contiennent un navigateur de fichier et deux boutons Annuler et Ouvrir, on pourrait créer une trame Python, puis construire l'interface en Kv.
Le code Python main.py :
```
 
class
 
LoadDialog
(
FloatLayout
):

     
def
 
load
(
self
,
 
filename
):
 
pass

     
def
 
cancel
(
self
):
 
pass

```

Et le code associé en langage Kv loaddialog.kv:
```
 
#:kivy 1.4.0

 
<
LoadDialog
>
:

     
BoxLayout
:

         
size
:
 
root
.
size

         
pos
:
 
root
.
pos

         
orientation
:
 
"vertical"

         
FileChooserListView
:

             
id
:
 
filechooser

  
         
BoxLayout
:

             
size_hint_y
:
 
None

             
height
:
 
30

             
Button
:

                 
text
:
 
"Cancel"

                 
on_release
:
 
root
.
cancel
()

  
             
Button
:

                 
text
:
 
"Load"

                 
on_release
:
 
root
.
load
(
filechooser
.
path
,
 
filechooser
.
selection
)

```

L'application complète associe dans un même dossier le code Python et le code en langage Kv.
Outre le manuel utilisateur disponible sur le site web, quelques livres sont disponibles sur le sujet, (en anglais).
Le lancement de l'application sur un smartphone peut passer par deux solutions:
- construire l'application en code natif (compilation croisée), à l'aide d'outils tels que buildozer[8]
- transférer le code source vers un lanceur d'application ou interpréteur installé sur le smartphone via sa logithèque, tel que le Kivy launcher[9] sur Android.

La nature du développement multi-plateforme permet de réutiliser, en règle générale, le code sans changement d'un environnement à un autre.

## Google Summer of Code
Kivy participe au Google summer of Code par le biais de la Python sofware Foudation 
- Kivy in GSoC'2014: www.google-melange.com/archive/gsoc/2014/orgs/python
- Kivy in GSoC'2015: www.google-melange.com/archive/gsoc/2015/orgs/python
- Kivy in GSoC'2016: wiki.python.org/moin/SummerOfCode/2016
- Kivy in GSoC'2017: http://python-gsoc.org/ et https://kivy.org/docs/gsoc.html